# ホータン地区
ホータン地区（ホータンちく）は中華人民共和国新疆ウイグル自治区南西部に位置する地区。

## 歴史
1959年に専区名が和闐より和田に改称された。1975年にホータン専区はホータン地区に改称される。
中華人民共和国成立後、新疆には大量の漢族が移住したが、ホータン地区におけるウイグル族の人口比率は今もなお高い。

## 行政区画
ホータン県にはインドとの国境紛争地域であるアクサイチン（阿克賽欽）（図中の「Disputed Area」）が含まれているが、中国が実効支配している。
| ホータン地区の地図                                                                     |                       |          |              |                                 |                    |                   |                 |              |                   |
| ←ホータン市 ホータン県 カラカシュ県 グマ県 ロプ県 チラ県 ケリヤ県 ニヤ県 和安県 和康県 |                       |          |              |                                 |                    |                   |                 |              |                   |
| #                                                                                      | 行政名                | 漢字表記 | ピンイン     | ウイグル語 （アラビア文字表記） | （ラテン文字表記） | （英語表記）      | 人口 （2010年） | 面積 （km2） | 人口密度 （/km2） |
| 1                                                                                      | ホータン市 （県級市） | 和田市   | Hétián Shì   | خوتەن شەھىرى                    | Hoten Shehiri      | Hotan             | 322,300         | 466          | 691.63            |
| 2                                                                                      | ホータン県            | 和田県   | Hétián Xiàn  | خوتەن ناھىيىسى                  | Hoten Nahiyisi     | Hotan             | 269,941         | 41,403       | 6.51              |
| 3                                                                                      | カラカシュ県          | 墨玉県   | Mòyù Xiàn    | قاراقاش ناھىيىسى                | Qaraqash Nahiyisi  | Karakax (Moyu)    | 500,114         | 25,789       | 19.39             |
| 4                                                                                      | グマ県                | 皮山県   | Píshān Xiàn  | گۇما ناھىيىسى                   | Guma Nahiyisi      | Pishan (Guma)     | 258,210         | 39,742       | 6.49              |
| 5                                                                                      | ロプ県                | 洛浦県   | Luòpǔ Xiàn   | لوپ ناھىيىسى                    | Lop Nahiyisi       | Lop               | 232,916         | 14,314       | 16.27             |
| 6                                                                                      | チラ県                | 策勒県   | Cèlè Xiàn    | چىرا ناھىيىسى                   | Chira Nahiyisi     | Qira              | 147,050         | 31,688       | 4.64              |
| 7                                                                                      | ケリヤ県              | 于田県   | Yútián Xiàn  | كېرىيە ناھىيىسى                 | Kériye Nahiyisi    | Yutian (Keriya)   | 249,899         | 39,095       | 6.39              |
| 8                                                                                      | ニヤ県                | 民豊県   | Mínfēng Xiàn | نىيە ناھىيىسى                   | Niye Nahiyisi      | Minfeng (Niya)    | 33,932          | 56,760       | 0.59              |
| 9                                                                                      | 和康県                | 和康県   | Hékāng Xiàn  | سەيدۇللا ناھىيىسى               | Seydulla Nahiyisi  | Hekang (Seydulla) |                 |              |                   |
| 10                                                                                     | 和安県                | 和安県   | Hé'ān Xiàn   | خېئەن ناھىيىسى                  | Hë'en Nahiyisi     | He'an             |                 |              |                   |

### 年表
この節の出典

#### 新疆省ホータン専区
- 1949年10月1日 - 中華人民共和国新疆省ホータン（和闐）専区が成立。ホータン（和闐）県・カラカシュ県・グマ県・ロプ県・チラ県・ケリヤ（于闐）県・ニヤ県が発足。（7県）
- 1954年2月1日 - ホータン専区が南疆行政公署ホータン専区に改称。

#### 新疆省南疆行政公署ホータン専区
- 1955年9月13日 - 新疆ウイグル自治区の成立により、新疆ウイグル自治区南疆行政公署ホータン専区となる。

#### 新疆ウイグル自治区南疆行政公署ホータン専区
- 1956年4月21日 - 南疆行政公署ホータン専区がホータン専区に改称。

#### 新疆ウイグル自治区ホータン地区
- 1959年6月16日 - ホータン（和闐）専区がホータン（和田）専区に改称。（7県）
  - ホータン（和闐）県がホータン（和田）県に改称。
  - ケリヤ（于闐）県がケリヤ（玉田）県に改称。
- 1959年8月3日 - ケリヤ（玉田）県がケリヤ（于田）県に改称。（7県）
- 1975年1月30日 - ホータン専区がホータン地区に改称。（7県）
- 1983年9月9日 - ホータン県の一部が分立し、ホータン市が発足。（1市7県）
- 2006年 - ロプ県・ホータン県の各一部がホータン市に編入。（1市7県）
- 2016年1月8日 - カラカシュ県・グマ県の各一部が合併し、自治区直轄県級行政区の崑玉市となる。（1市7県）
- 2019年12月20日 - カラカシュ県・グマ県・チラ県・ケリヤ県の各一部が崑玉市に編入。（1市7県）
- 2024年12月27日（1市9県）[4]
  - ホータン県紅柳鎮一帯に和安県が成立。
  - グマ県シャイドゥラ鎮一帯に和康県が成立。

## 交通

### 航空

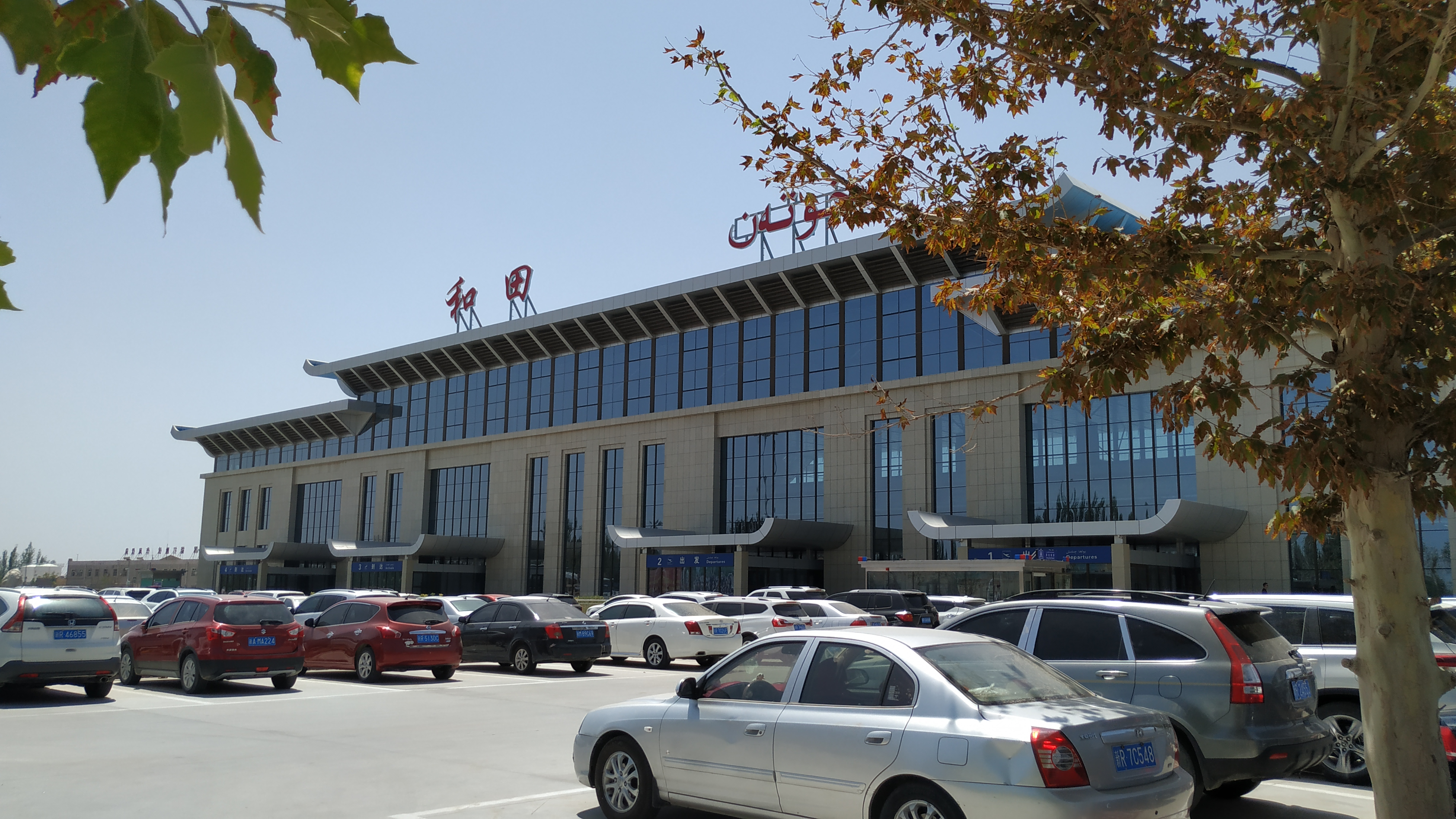
ホータン空港

- ホータン空港
- 于田万方空港（中国語版）

### 鉄道

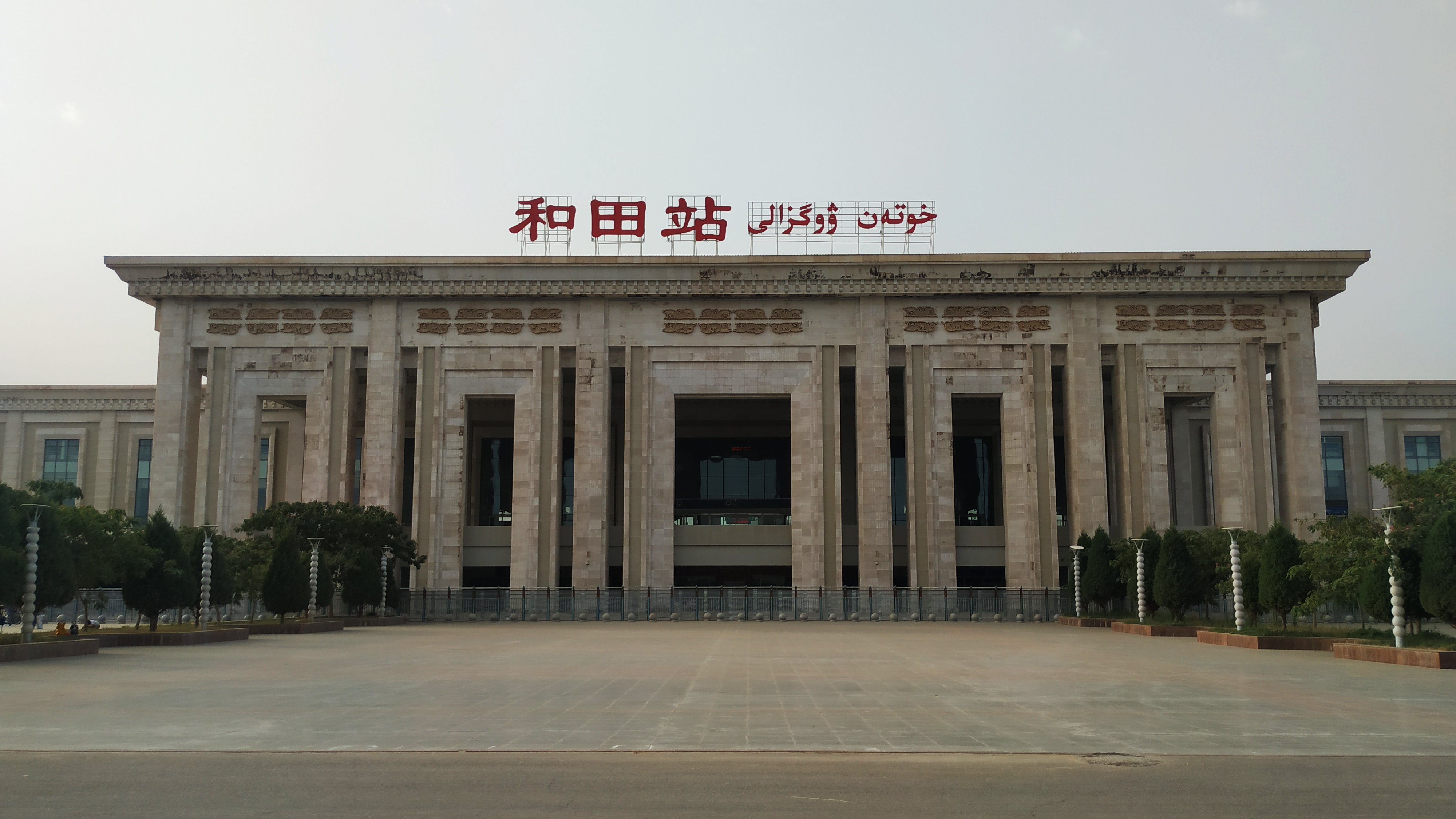
ホータン駅

- 中国国家鉄路集団
  - 喀和線
  - 和若線

### 道路
- 高速道路
  -  西和高速道路
  -  吐和高速道路
- 国道
  - G216国道
  - G219国道
  - G315国道
  - G580国道